# Передача (гендер)
У контексті гендеру передача або проходження ("пропуск") - це випадки, коли когось, як правило, трансгендерну особу, сприймають як цисгендера замість статі, яку їм було призначено при народженні.   Наприклад, людина може бути транс-чоловіком, який сприймається як чоловік-цисгендер.
Доречність терміна передача та доцільність вливання у цисгендерне суспільство, обговорюються в рамках трансгендерної спільноти. Транс-особа, яку сприймають як цисгендера, може зіткнутися з меншими упередженнями, переслідуваннями та ризиком насильства, а також з кращими можливостями працевлаштування, також це іноді називають пропускним привілеєм. 

## Термінологія

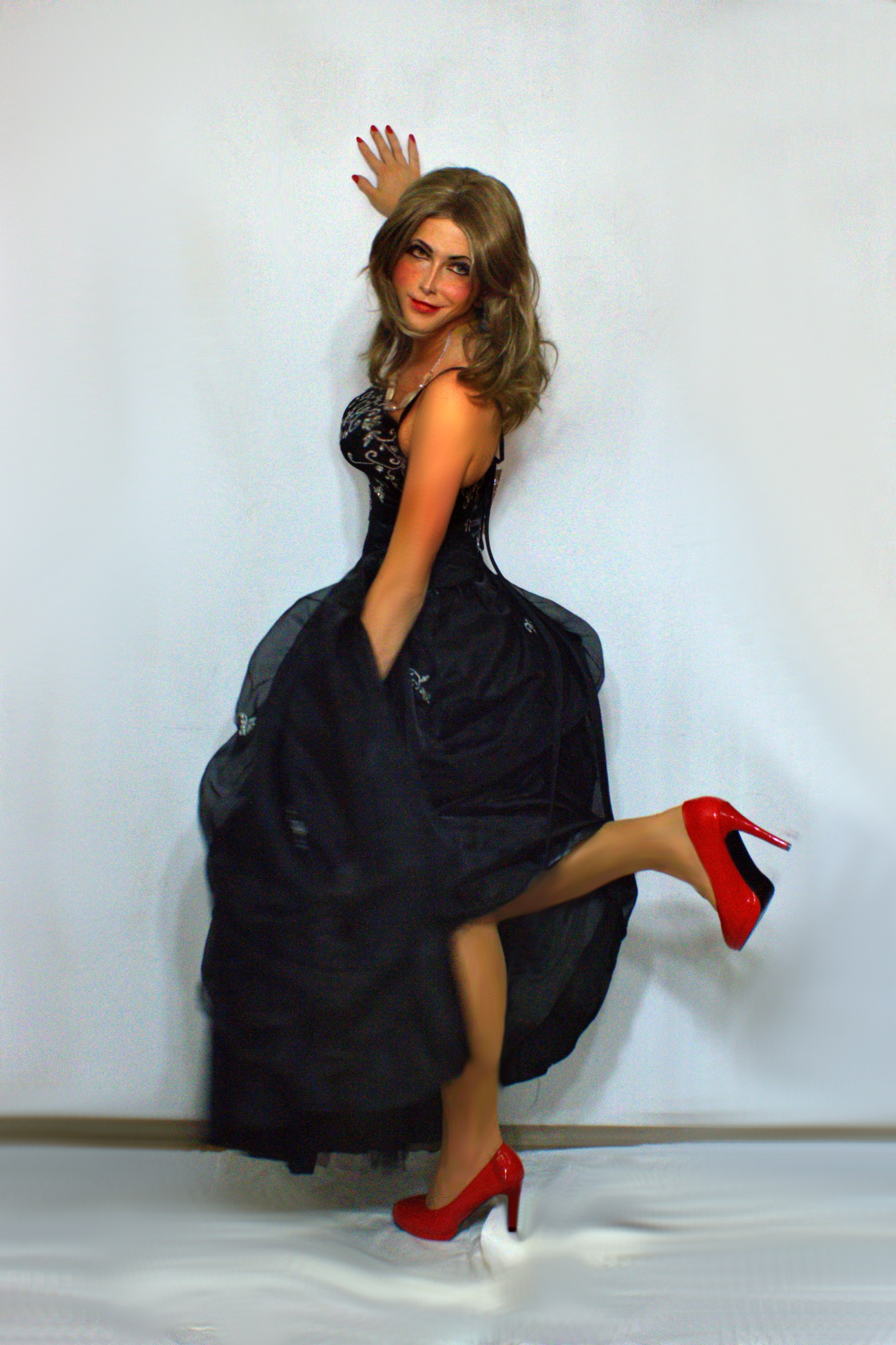

Термін передача широко використовується, але також обговорюється в трансгендерній спільноті. Транс-письменниця Джанет Мок каже, що цей термін "заснований на припущенні, що транс-люди передають щось, що ми не є", і що транс-жінка, яку сприймають як жінку, "не передає; вона просто є".  Медіа-путівник GLAAD радить, що "не доречно" для ЗМІ використовувати термін "передача ", якщо це не вказано в прямих цитатах ". Вподобаний термін GLAAD - "непомітний трансгендер".  Деякі не люблять використання термінівяк  «пропуск», вважаючи, що це означає нечесність або обман щодо своєї гендерної ідентичності. 

### Проходження/не проходження
Перехід зазвичай включає поєднання фізичних гендерних ознак, наприклад, зачіски чи одягу та певних поведінкових атрибутів, які, як правило, культурно асоціюються з певною статтю. Зазначається, що незалежно від презентації людини, впевненість важливіша для проходження, ніж зовнішній вигляд. 
Неможливість видати себе за бажану стать називається бути "прочитаним".  ( [rɛd] ) Процедура читання відома як "прочитання" ( [riːd] ). 

## Привілеї
Передача привілеїв - це концепція того, що трансгендерні люди стикаються з меншими упередженнями, коли їх сприймають як цисгендерів, включаючи менший ризик переслідування та насильства та кращі можливості працевлаштування.  Для тих, хто входить до трансгендерної спільноти, здатність до передачі вважається стандартом. Однак з точки зору привілеїв, пов’язаних з проходженням/передачею, бракує досліджень, як успішне проходження впливає на аспекти суспільного досвіду людини. 

### Ризики не проходження
Згідно з даними американського опитування трансгендерів 2015 року, 88% опитаних відмовили у "рівному поводженні та послугах" внаслідок своєї транс-ідентичності.  Трансгендери стикаються з високим рівнем дискримінації та домагань, особливо серед кольорових транс-жінок.  Трансгендери стикаються з високим рівнем домагань та насильства як сексуального, так і фізичного характеру, сексуальної об'єктивації та соціальної стигми.   Досвід трансфобії також може призвести до негативних наслідків для психічного здоров'я, як зазначають Ломбарді, Мелендес та Пінто, Наттрок у статті "Досвід трансфобії постійно виявляється пов'язаним з депресією, тривогою та низькою самооцінкою". 